# D’Cinnamons
D’Cinnamons – indonezyjski zespół popowy z Bandungu. Powstał w 2004 roku.
W skład zespołu wchodzą trzy osoby: Diana Widoera, Ismail Bonaventura i Riana Mayasari.
W 2007 roku wydali swój pierwszy album pt. Good Morning. Wylansowali przeboje „Loving You” i „Kuyakin Cinta”.
W 2008 roku zostali laureatami Indonesian Movie Actors Awards w kategorii ulubiona ścieżka dźwiękowa (Soundtrack Terfavorit), dzięki utworowi „Selamanya Cinta”, który pojawił się na albumie OST Cintapuccino.

## Dyskografia[3]
| Rok  | Album            |
| ---- | ---------------- |
| 2007 | Good Morning     |
| 2007 | OST.Cintapuccino |
| 2012 | Atlantis         |
| 2021 | Home             |